# 靺鞨
靺鞨（まっかつ、拼音: Mòhé; 韓国語: 말갈, ラテン文字転写: Malgal）または靺羯（拼音: Mòjié）は、中国の隋唐時代に満洲・外満洲(沿海州)に存在したツングース系農耕漁労民族。南北朝時代における「勿吉（もっきつ）」の表記が変化したものであり、粛慎・挹婁の末裔である。16部あったが、後に高句麗遺民とともに渤海国を建国した南の粟末部と、後に女真族となって金朝・満洲民族となり、清朝を建国した北の黒水部の2つが主要な部族であった。

## 構成部族

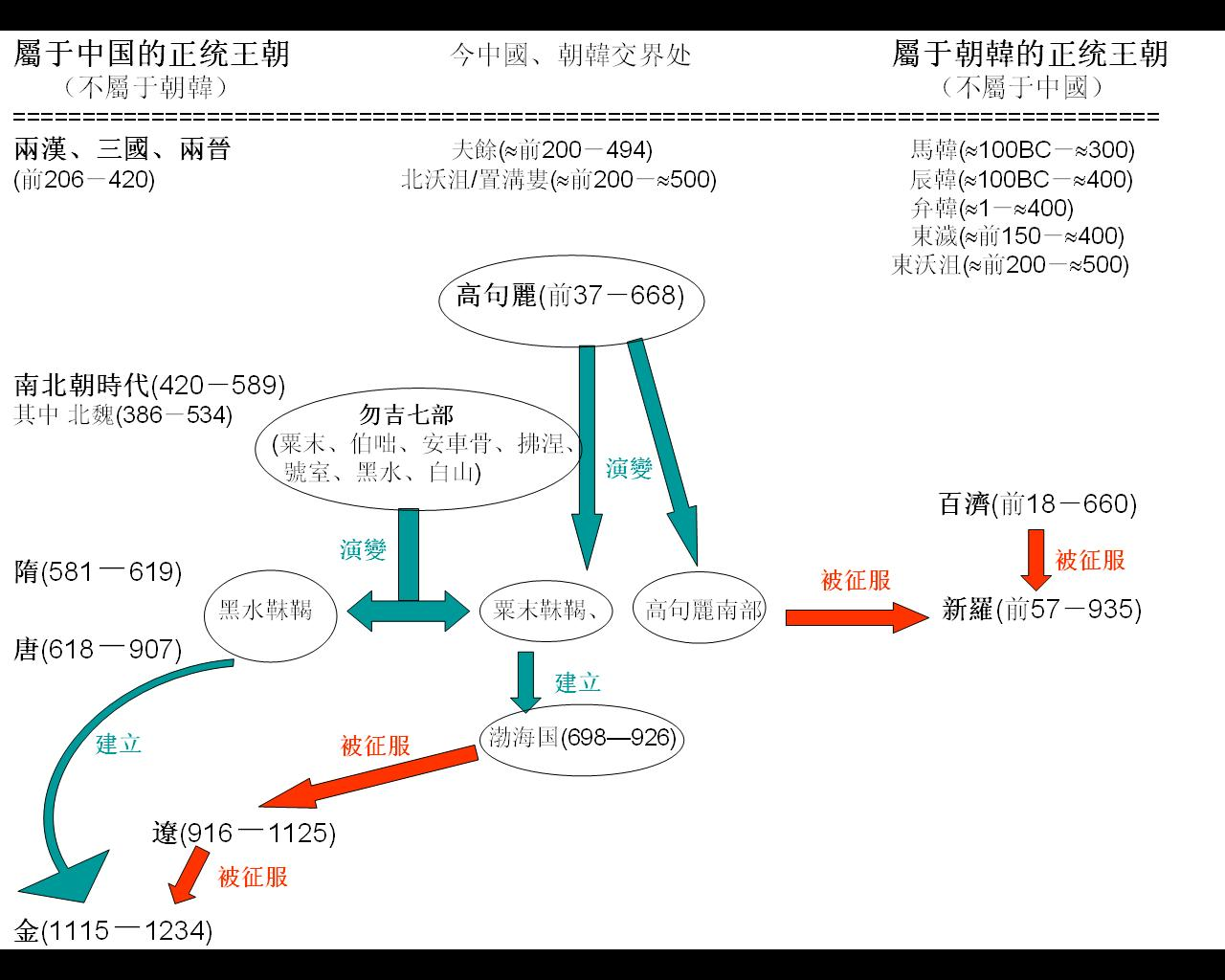
勿吉七部（靺鞨七部）の民族系統。勿吉七部（靺鞨七部）の粟末靺鞨の系統が渤海国に発展し、勿吉七部（靺鞨七部）の黒水靺鞨の系統が金に発展している。

靺鞨はいくつかの大部族に分かれ、そのうち粟末靺鞨、伯咄靺鞨、安車骨靺鞨、払涅靺鞨、号室靺鞨、白山靺鞨、黒水靺鞨の7部族が有力で、靺鞨七部と呼ばれた。
- 粟末部：南は太白山（白頭山）で高句麗と隣接し、粟末水（第二松花江）流域に住む。勝兵は数千。
- 伯咄部：粟末部の北に住み、勝兵は7千。
- 安車骨部（安居骨部、鉄利部）：伯咄部の東北に住む。
- 拂涅部：伯咄部の東に住む。
- 号室部（越喜部）：拂涅部の東に住む。
- 黒水部：安車骨部の西北に住む。
- 白山部：粟末部の東南に住む。勝兵は約3千。
- 思慕部：黒水の西北に住む。
- 郡利部：思慕部の北に住む。
- 窟設部：郡利部の東北に住む。
- 莫曳皆部：窟設部の東南に住む。
- 虞婁部

## 歴史

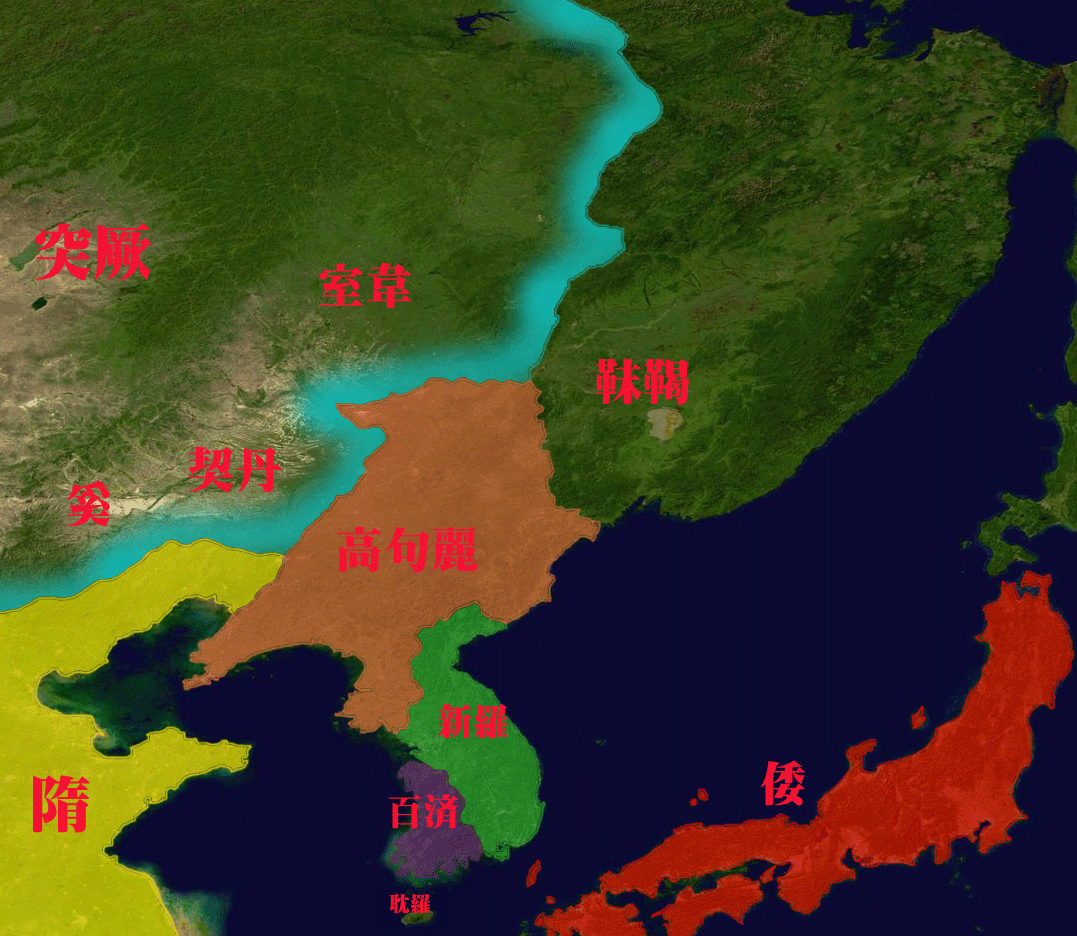
6世紀頃の中国大陸東北部

7世紀後半、唐の羈縻（きび）支配期

8世紀、9世紀頃

### 隋代
開皇（581年 - 600年）の初め、靺鞨は隋に遣使を送って貢献した。
煬帝（在位：604年 - 618年）の高句麗遠征（612年・613年）の時、渠帥の突地稽はその部を率いて隋に降った。そのため右光禄大夫に拝され、柳城に住まわせてもらう。突地稽は中国の風俗を気に入り、冠帯することを請うた。煬帝はこれを喜び、錦綺を賜って突地稽を褒寵した。
遼東の役において、突地稽はその部衆を率いて従軍し、戦功があった。

### 唐代
武徳（618年 - 626年）の初め、突地稽は遣使を送って朝貢をしたため、唐はその部落をもって燕州を置き、突地稽を総管とした。
劉黒闥の叛乱において、突地稽は所部を率いて定州に赴き、遣使を送って太宗に詣でて節度を受けることを請い、戦功をもって蓍国公に封ぜられた。また、その部落を幽州の昌平城に遷す。
高開道が突厥を招き寄せて幽州に来攻した際、突地稽は兵を率いて迎撃し、これを大破した。
貞観（627年 - 649年）の初め、突地稽は右衛将軍に拝され、唐の国姓である李氏を賜った。突地稽が死ぬと、子の李謹行が後を継いだ。
麟徳2年（665年）、李謹行は営州都督となる。その部落は数千人にのぼり、財力もあったことから夷人たちに憚られるようになる。のちに李謹行は右領軍大将軍を拝命、積石道経略大使となる。
吐蕃の論欽陵らが10万を率いて湟中に入寇して来た時、李謹行の兵士は準備をしていなかったが、吐蕃軍が来るのを聞くと、旗を建てて鼓を打ち鳴らし、開門してこれを待った。すると、吐蕃軍は伏兵があると思ってそれ以上進めなかった。
上元3年（676年）、李謹行は吐蕃軍数万を青海で破ったため、鎮軍大将軍・行右衛大将軍を拝命し、燕国公に封ぜられる。
永淳2年（683年）、李謹行が死ぬと、唐は彼に幽州都督を贈り、乾陵に陪葬した。その後も靺鞨は遣使を送って朝貢し続けた。 
一方、白山部はもともと高句麗に附いていたが、唐が高句麗を滅ぼすと（668年）、唐に降った。また、伯咄部・安車骨部・号室部などは高句麗が滅亡すると、微弱となって分散し、渤海国に流れた。ただ、黒水部は強盛であり、16部に分かれていた。

## 渤海国・粟末靺鞨
渤海国は、朝鮮史料・中国史料においては一般にみな渤海あるいは靺鞨と称する。

## 黒水靺鞨
武徳5年（622年）、渠長の阿固郎が唐に来朝。太宗の貞観2年（628年）に臣附したため、唐はその地をもって燕州とした。高句麗討伐戦（唐の高句麗出兵）ではその北部で反き、高句麗と連合した。高句麗の高恵真らは衆を率いて安市城を援け、靺鞨は常に前線で戦った。唐軍は安市城を破り、高恵真を捕え、靺鞨の兵3千あまりを収めてことごとくこれを生き埋めにした。 
開元10年（722年）、黒水靺鞨酋長の倪属利稽が唐に来朝、玄宗は彼を勃利州刺史に拝した。
開元13年（725年）、安東都護の薛泰が、黒水靺鞨内に黒水軍を置くことを請願したため、唐はその最大部落をもって黒水府とし、その首領を都督とし、諸部の刺史はこれに隷属した。また、唐は長史を置いてその部落を監領させた。
開元16年（728年）、唐は黒水都督に唐の国姓である李氏を賜い、名を献誠とさせ、雲麾将軍兼黒水経略使を授け、幽州都督をもってその押使とした。
後に渤海国が強盛になると、黒水靺鞨はこれに役属したが、唐に対してもたびたび使者を送って朝貢をした。
五代十国時代、渤海国が契丹によって滅ぼされると（926年）、黒水靺鞨は契丹に附属した。やがて、黒水靺鞨の中でも南に在って契丹に属した者たちは熟女直と号し、北に在って契丹に属さなかった者たちは生女直と号すようになる。

## 習俗

### 衣食住
婦人は布製の服をまとい、男子は猪（イノシシ）や犬（イヌ）の皮を衣とする。また、髪型は皆髪を編んでいる（辮髪）。
牛と羊がいないが、猪（ブタ）を多く飼っており、食物は主にその猪を食す。また米を噛んで製造する酒、いわゆる「口噛み酒」を造って飲む。
住居は塚状の穴居式で、塚の上部に入口があってそこから梯子を使って下へ降りる。

### 人尿洗顔
挹婁人と同様、最大の特徴である「人尿で手や顔を洗う」という風習も受け継いでおり、中国の史書では「諸夷で最も不潔」と評される。

### 毒矢
彼らの使用する毒矢は殺傷能力に優れており、命中すれば必ず死に至り、毒薬の製造過程で発生する湯気でも死に至るという。その毒薬の製造は毎年の7月8月に行われる。弓の長さは3尺、箭の長さは尺2寸、石（フリント質）を使って鏃（やじり）とした。石の矢じりを使うのは拂涅部より以東の者たちであり、彼らは古の粛慎氏の後裔とされる。

### 埋葬
地面に穴を掘って死者を埋めるが、棺はない。生前乗っていた馬を殺して屍前に供える。

### 政治体制
特に統一的な君主はおらず、各部族ごとに酋長がおり、その酋長（渠帥）を大莫弗瞞咄といった。

## 言語系統・文字
靺鞨が女真の別名であることから、言語は女真語と同じくツングース語の南方グループに属す。比較言語学的研究によれば、粛慎系の語彙はツングース系言語の語彙に近いとされてきた。また、発掘調査による出土品から、靺鞨時代の日用品や居住形態・食生活などが文字記録の残っている女真時代へと連続していることが確認されている。
他には古シベリア（古アジア）系説があり、その独特の言語、習俗から、靺鞨等の粛慎系の言語はツングース系ではなく、ニヴフ（ギリヤーク）などの古シベリア系ではないかとした説がある。セルゲイ・シロコゴロフや三上次男などが提唱した。
文字は持たなかった。

## 参考資料
- 『隋書』列伝第四十六
- 『旧唐書』列伝第一百四十九下 北狄
- 『新唐書』列伝第一百四十四 北狄
- 『旧五代史』外国列伝二
- 『金史』本紀第一 世紀
- シロコゴロフ『北方ツングースの社會構成』川久保悌郎・田中克巳訳（1942年、岩波書店）
- 『白鳥庫吉全集 第4巻』（1970年、岩波書店）
- 井上秀雄 他訳注『東アジア民族史1－正史東夷伝』（1974年、平凡社東洋文庫）
- 三上次男『古代東北アジア史研究』（1977年、吉川弘文館）
- 加藤九祚『北東アジア民族学史の研究』（1986年、恒文社）
- 三上次男・神田信夫編『民族の世界史3　東北アジアの民族と歴史』（1989年、山川出版社）
- 高凱軍『通古斯族系的興起』（2006年、中華書局）